# 虎岗镇
虎岗乡，是中华人民共和国福建省龙岩市永定区下辖的一个乡镇级行政单位。

## 行政区划
虎岗乡下辖以下地区：
虎东村、虎西村、虎北村、城下村、龙溪村和汉洋村。